# Армазька білінгва

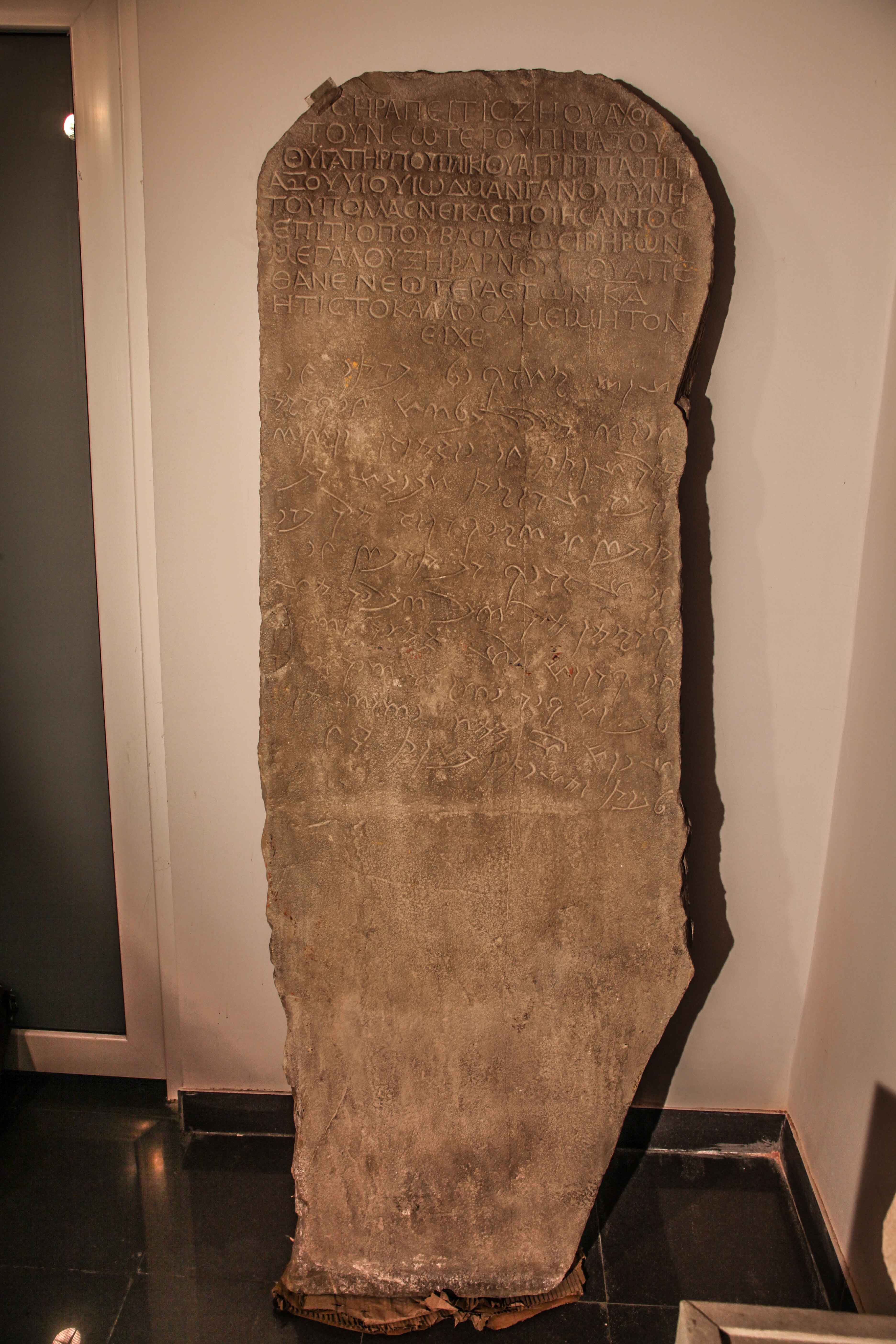
Армазька білінгва

Армазька білінгва — греко-арамейська епітафія, знайдена при розкопках Іберійського міста Армазі 25 листопада 1940 року. Текст розшифрував Георгій Церетелі в 1941 р. Як виявилося, це надгробна плита жінки 21 року — Серафіти. Настільки значуща епітафія вказує на її благородне походження.
|  | Я, Серафіта, дочка Зеваха, молодшого пітіахша царя Фарсмана, дружина Іодмангана-Побідоносця (воєначальника) і багато перемог здобув (зробив) двороуправителя царя Хсефарнуга - сина Агріппи, двороуправителя царя Фарсмана. Горе тобі, яка була молода. І настільки хороша і красива була, що ніхто не був їй подібний з краси. І померла 21 році (життя). |

Напис містить незвичайну за формою і зображенню літер, версію арамейського алфавіту, яка стала відома як «армазьке письмо».

## Ресурси Інтернету
- Aleksandre Noneschwili, Civitas Romana und die Nobilität der Iberischen Königreich [Архівовано 26 березня 2016 у Wayback Machine.] (georgisch)
- Versuch der Geschichte Georgiens, Band 1.[недоступне посилання з червня 2019] (georgisch)
- Armasische Bilingue, Istoria.ge[недоступне посилання з вересня 2019]